# Tripsacum intermedium
Tripsacum intermedium är en gräsart som beskrevs av De Wet och J.R.Harlan. Tripsacum intermedium ingår i släktet Tripsacum och familjen gräs. Inga underarter finns listade i Catalogue of Life.